# يا أيها الكرز المنسي
«يا أيُّها الكَرز المَنسيّ» هي قصة قصيرة كتبها الكاتب السوري زكريا تامر ونشرها في مجموعته القصصية «دمشق الحرائق» عام 1973، وأصبحت منذ ذلك الحين من كلاسيكيات الأدب العربي الحديث. تضمنت المجموعة 30 قصة قصيرة، والقصة هي من أولى القصص في المجموعة.
تنتمي القصة إلى الحركة الواقعية إذ قدمت حال المجتمع العربي كما هو، وتضمنت القصة بين مواضيعها عناوين مهمة عن مبادئ وقيم الإنسان في حياته، وحول مخاطر الخيانة والتخلى والتنكر عن هذه المبادئ. النمط المهيمن للقصة هو النمط الحواري السردي لأن الكاتب اعتمد على فن القصة، فتم التركيز فيها على الحوار، ومن خصائص النمط هو الإيجاز، والسؤال والجواب، وتنوع الأسلوب، وتعدد الشخصيات. أما سرد القصة، فهو سرد غير خطي، فتُروى أحداث القصة بين زمن سُرور أهالي القرية «الضيعة» بخبر ترقية عمر القاسم من منصبه كمدرس إلى وزير ووصول عمر القاسم كمعلم لدى الضيعة. راوي القصة هو الكاتب نفسه لأنه المحرك لأحداثها، أما بطلها فهو عمر القاسم.

## خلفية
كتب زكريا تامر القصة، وهو كاتب سوري بارز (وُلِد عام 1931)، اُشتهِر بقصصه القصيرة التي تناولت في كثير من الأحيان موضوعات القمع والظلم. ولد تامر في دمشق، وبدأ مسيرته الأدبية في الخمسينيات وسرعان ما اكتسب شهرة بسبب كتاباته المميزة وبصيرته الثاقبة في القضايا الاجتماعية والسياسية. طوال حياته المهنية الغزيرة، حصل على العديد من الجوائز، بما في ذلك جائزة العويس للقصة والرواية والمسرحية عام 2002، ووسام الاستحقاق عام 2002، وجائزة ميتروبوليس الماجدي بن ظاهر للأدب العربي عام 2009، وجائزة ملتقى القاهرة الأول للقصة القصيرة عام 2009. تُرجمت أعمال تامر إلى لغات متعددة ولا تزال تحظى بالاحتفاء بمزاياها الأدبية وأهميتها الثقافية.

## القصة
في بداية القصة، يتم توضيح أحوال أهل القرية وحكم سلطة الآغا الظالمة فيها. تبرز شخصية عمر القاسم، فهو رجل فقير عين معلماً في القرية، وكان يعيش مع أهل القرية ببساطة. عمر القاسم يكره السلطة الظالمة لأهل القرية ويحاول أن يحثهم على الثورة على الظلم، نصحه أهل القرية للذهاب إلى الآغا والتحدث معه. حاول الآغا جذب عمر إلى صفه، حيث وصل عمر القاسم إلى الوزارة، أفرح الخبر أهل القرية، ظنًا أنهم سيساعدهم في تحقيق مطالبهم، لكن تفاجأ أهالي القرية بتخلي عمر عنهم، أصبح يقلد المسؤولين ونسي مبادئه وأفكاره.

## الشخصيات
- عمر القاسم، بطل القصة، شخصية مدورة في القصة، وذلك بسبب منصبه الجديد.
- أبو فياض.
- مختار الضيعة، الناصح لعمر بزيارة الآغا.
- رئيس الخفر، من مساعدي الآغا.
- الرجل العجوز مُقترح إرسال ابي فياض لتهنئة عمر.
- والد عمر.
- والدة عمر.
- الآغا، رجل متسلط اقطاعي ظالم.
- طلاب المدرسة.

## المواضيع
تتناول القصة عدة مواضيع شاملة، بما في ذلك الذاكرة والحنين، يظهر في القصة طبيعة الذاكرة وتأثيرها على الهوية الشخصية. تعمل الذكريات بتحليل شخصية بطل القصة، عمر، ومن خلالها يُقارن بين ماضيه وحاضره، كما يظهر موضوع الخسارة. محور السرد هو موضوع الخسارة، حيث فقد عمر مبادئه عند تسلمه المناصب وخسر أهل القرية عمر وأملهم في مساعدتهم. من خلال شخصية الرجل المسن، تستكشف القصة موضوع التأمل الذاتي. تسلط تأملات الشيخ لبطل الرواية حول شبابه ومرور الوقت الضوء على الطبيعة المتغيرة للهوية وحتمية التغيير.

### الأهمية الأدبية
يُنظر إلى القصة على نطاق واسع على أنه أحد أكثر أعمال زكريا تامر تأثيرًا، وقد حظي هيكلها السردي المبتكر ونثرها المثير للذكريات بالثناء من النقاد والقراء على حد سواء. إن استكشاف القصة لموضوعات عالمية يتردد صداه عبر الحدود الثقافية واللغوية، مما يعزز مكانتها كعمل أساسي في الأدب العربي الحديث.

## الإرث
ظلت قصة يا أيها الكرز المنسي مادة أساسية في مناهج اللغة العربية في المدارس والجامعات في معظم أنحاء العالم العربي. تشهد شعبيتها الدائمة على أهميتها الدائمة وتأثيرها على القراء عبر الأجيال. يستمر استكشاف القصة للمواضيع الخالدة في الحصول على صدى لدى الجماهير، مما يعزز مكانتها باعتبارها قصة أدبية كلاسيكية.

## اقتباسات
- «شهقت ضيعتنا مدهوشة لمّا علمت أنّ عمر القاسم قد صار وزيرًا، وها هي يا عمر ضيعتنا كما تركتها وردة من طين وعشباً اصفر ونهراً من الأطفال الحفاة.»
- «- ماذا يشتغل الوزير؟ تخصص له سيارة احلى من أجمل بنت، ويقبض في اخر كل شهر معاشاً يتيح له ان يأكل خروفاً كل يوم، وعندما يدخل إلى مبنى وزارته يرتجف الموظفون خوفاً ويسلمون عليه كأنه عيسى النازل من السماء، ويأمر فيطاع، ويقول للمطر انزل فينزل.»
- «قال عمر: لماذا اذهب ما دمت لا اعرفه وهو لا يعرفني؟. قال المختار: اللباقة ضرورية، والاغا سينفعك، فكل ما تراه عينك من أراضٍ في الضيعة ملكه.»
- «قال أبو فياض: أفضل هدية هي سلة من كرز ضيعتنا، أتذكرون كم كان عمر يحب كرز ضيعتنا ويقول عن لونه الأحمر إنه تعبنا ودمنا.»
- «قال لنا عمر: الظلم لا يدوم. وقال لنا: كيف تقبلون بحياة الذل؟! فقلنا له: العين بصيرة واليد قصيرة. فقال عمر بصوت غاضب: اليد قصيرة لان القلب خائف.»